# Albuca bruce-bayeri
Albuca bruce-bayeri là một loài thực vật có hoa trong họ Măng tây. Loài này được U.Müll.-Doblies mô tả khoa học đầu tiên năm 1994.